# جامعة الناس
جامعة الناس (بالإنجليزية: University of the People) أو اختصاراً UoPeople هي جامعة أمريكية  غير ربحية للتعليم الجامعي العالي. مقرها في باسادينا، كاليفورنيا، الولايات المتحدة. أسسها شاي ريشيف في عام 2009، وهي جامعة معتمدة ومعترف بها من قبل وزارة التعليم في الولايات المتحدة. مجلس اعتماد التعليم العالي (CHEA)، لجنة اعتماد التعليم عن بعد (DEAC)، وموافق عليها أيضا من قبل مكتب كاليفورنيا الخاص للتعليم ما بعد الثانوية (BPPE).

## تاريخ
أطلق ريادي التعليم الإسرائيلي شاي ريشيف جامعة الشعب في كانون الثاني / يناير 2009. بدأت أول أفواج الدراسة في أيلول / سبتمبر 2009، وافتتح 177 طالبا من 49 بلد من جميع أنحاء العالم الجلسة الأولى في الجامعة. وسعتكلية الحقوق في جامعة ييل مشروع مجتمع المعلومات من خلال الدخول في شراكة ضمن برنامج التعليم الرقمي جامعة الشعب في أيلول / سبتمبر 2009.
أعلنت في جامعة الأمم المتحدة في 19 مايو، 2009 وقدمت في إطار مبادرة كلينتون العالمية  في آب / أغسطس 2010.
قامت الجامعة في حزيران / يونيه 2011  بشراكة مع شركة Hewlett-Packard. تلتزم من خلالها  الشركة برعاية وإرشاد الطلاب في جميع أنحاء العالم، كتوفير أجهزة كمبيوتر ومراكز التعلم في هايتي وتقديم الدعم العام لمساعدة الجامعة.
ساهمت مؤسسة بيل وميليندا غيتس في عام 2011 ب 500,000 دولار للجامعة وساعدتها في تحقيق الاعتماد.
تخرجت أول مجموعة في نيسان / أبريل 2014 من الجامعة. وكان الخريجون من أربعة بلدان مختلفة: الأردن، نيجيريا، سوريا والولايات المتحدة.
أعلنت الجامعة في تشرين الثاني / نوفمبر 2014  شراكة مع المفوضية لتقديم التعليم العالي للاجئين وطالبي اللجوء في جميع أنحاء العالم.
في آذار / مارس عام 2016، أطلقت الجامعة برنامج الماجستير في إدارة الأعمال.
في نيسان / أبريل 2016, قامت جامعة كاليفورنيا في بيركلي بشراكة مع الجامعة.
بحلول عام 2016 قبلت الجامعة 5000 طالب من 180 بلدا.

## التنظيم والإدارة
يقود الجامعة مجلس الأمناء ومجلس رئيس الجامعة.
اكتسبت الجامعة دعما واسعا من كبار الاكاديميين من خلال مجلس رئاسة الجامعة، ويرأس المجلس رئيس جامعة نيويورك السابق جون سيكستون , تضم مستشارجامعة كاليفورنيا، بيركلي نيكولاس ديركس، مدير المعهد الهندي للتكنولوجيا (IIT) البروفسور ديفانغ خاخار، نائب مستشار اكسفورد السير كولن لوكاس، الرئيس الفخري لكلية رود أيلاند للتصميم (RISD) روجر ماندل، الرئيس الفخري لكلية بارنارد (Barnard) جوديث شابيرو والرئيس الفخري لجامعة جورج واشنطن ستيفان جويل تراشتينبرغ.
يترأس مجلس أمناء الجامعة محامي شركة Goldfarb Seligman & Co اشوك ساندراسيخار.مجلس الأمناء يضم شريكة المحكمة العليا الفخرية لولاية اوتها كريستين دورهام , أستاذ القانون في كلية الحقوق في جامعة هوفسترا دانييل غريينهود، الرئيس السابق لمجلس فولبرايت للمنح الدراسية توم هيلي، أستاذ المالية والعميد السابق لمدرسة إنسياد الدكتور غابرييل هواويني ورئيس ومؤسس جامعة الشعب شاي ريشيف.
ويستند هيكل الجامعة على أكثر من 3000 متطوع، بعضهم شغل العديد من المناصب في كل رتبة من الجامعة. يتم دعم هؤلاء المتطوعين من قبل عدد قليل من الموظفين مدفوعي الأجر.
تستند الجامعة على تعليم الاساتذة بالإضافة للتعلم عن طريق التدريس والتعلم ند لند. تستخدم الجامعة منتديات النقاش على الإنترنت ومجتمعات الإنترنت لقراءات الطلاب، تقاسم الموارد، تبادل الأفكار في مناقشة الأسئلة. الباحثون وأساتذة الجامعات، أمناء المكتبات والطلاب على مستوى الماجستير وغيرهم من المهنيين - كثير منهم من المتطوعين - يقومون بالإشراف والمشاركة في كل عملية تقييم وتطوير المناهج.
لدى الطلاب أيضا امكانية الوصول لمركز موارد ومكتبات الجامعة (ULRC) وهو بيئة افتراضية مقدمة من خلال موقع الجامعة الإلكتروني، مجموعات المركز هي الموارد الأكاديمية المسجلة الملكية بالدرجة الأولى، ولكنها تشمل أيضا الموارد التعليمية المفتوحة.

## البرامج الأكاديمية
الجامعة توفر درجات التعليم التالية:
- المرحلة الجامعية:
  - بكالوريوس العلوم (B.A.) في إدارة الأعمال
  - دبلوم العلوم (A.S.) في إدارة الأعمال باللغة الإنجليزية وتم في سبتمبر 2020 افتتاح فرع باللغة العربية
  - بكالوريوس العلوم (B.A.) في علم الحاسوب
  - دبلوم العلوم (A.S.) في علم الحاسوب
  - بكالوريوس العلوم (B.A.) في علوم الصحة
  - دبلوم العلوم (A.S.) في علوم الصحة
- الدراسات العليا:
  - ماجستير في إدارة الأعمال (MBA)

هناك ثلاثة شروط للقبول في الجامعة:
- شهادة الدراسة الثانوية
- إتقان اللغة الإنجليزية
- ان يكون الطالب يبلغ من العمر 18 على الأقل

بعد الانتهاء من بعض المواد في الفنون الحرة، يمكن للطالب البدء باختصاصه. كل مقرر تم تصميمه من قبل مجلس استشاري من الاكاديميين وممارسي المهنة، يتكون من الواجبات المنزلية الفردية ومناقشة نشطة عبر الإنترنت كلاهما خاضع لتقييم الزملاء لبعضهم. استيعاب الصف الواحد يتراوح بين ال 20-30 طالبا من كافة أنحاء العالم.
كونها الجامعة الوحيدة في العالم ذو الموارد التعليمية المفتوحة (OER), جميع مقررات الجامعة تستخدم موارد التعليم المفتوحة، مثال: الطالب لا يدفع أي رسوم لقاء الكتب.

## الرسوم الدراسية
جامعة الشعب خالية من الرسوم الدراسية مما يعني أن الطالب لا يحتاج لدفع ثمن الصفوف والدراسة في الجامعة، رغم ذلك يوجد بعض الرسوم التي على الطالب دفعها:
- 60 دولار أمريكي رسوم التسجيل في الجامعة.[18]
- رسوم إدارية للامتحانات: من $ 100- 200 دولار أمريكي للامتحان الواحد.[19] وأصبحت بعد تاريخ 31 أغسطس 120$ بالنسبة للطلاب الجدد.

لاتمام الدبلوم (A.S.) على الطالب اتمام 20 امتحانا، ولاتمام البكالوريوس (B.A.) يحتاج الطالب اتمام 40 امتحانا. مما يعني ان التكلفة الاجمالية هي: بين ال 2000 وال 4000 دولار أمريكي لكل من الشهادتين على التوالي. أما بالنسبة لماجستير إدارة الأعمال على الطالب دفع رسوم الامتحان 200 $ لكل دورة التي مجموعها 12 دورة، تكلفة الماجستير الإجمالية في إدارة الأعمال هي 2460 $.
يمكن للطلاب الغير قادرين على دفع الرسوم التقديم على المنح الدراسية.
هناك منحة خاصة بالطلاب السوريين تشمل رسم التسجيل ورسوم 10 امتحانات.

## الشراكات

### جامعة كاليفورنيا فيبيركلي
أنشأت الجامعة شراكة جديدة في اذار 2016، مع جامعة كاليفورنيا، بيركلي (UC Berkeley). جامعة بيركلي ستقبل الطلاب المتفوقين والمؤهلين في جامعة الشعب والذين يرغبون في نقل وإكمال درجة البكالوريوس في بيركلي.

### مشروع مجتمع المعلومات كلية الحقوق في يال Yale
أعلنت جامعة الشعب وكلية يال للحقوق إقامة شراكة تعليمية رقمية جاك بالكين مدير وفارس جامعة يال أستاذ القانون الدستوري والتعديل الأول لدستور جامعة يال هو عضو في المجلس الاستشاري لالفنون والعلوم في جامعة الشعب.

### جامعة نيويورك
في حزيران 2011، أعلنت جامعة نيويورك اتفاق تعاوني مع كلية الناس لتحديد الطلبة المؤهلين لدخول حرم جامعة نيويورك في أبو ظبي. مع الاعتراف بأن العديد من طلاب جامعة الشعب هم من الشباب المحرومين اقتصاديا، والطلاب المستحقين والمؤهلين للحصول على القبول في جامعة نيويورك أبو ظبي، وكذلك سيتم تأهيلهم للحصول على مساعدات مالية، وقد يتلقى الطلاب مساعدات مالية سخية تمكنهم من تحمل تكاليف الدراسة في جامعة نيويورك أبو ظبي. جون سيكستون هو رئيس مجلس إدارة رؤساء الجامعة، والعمداء الثلاث في جامعة الشعب هم من جامعة نيويورك.

### مايكروسوفت من اجل أفريقيا
تعهدت مايكروسوفت من خلال برنامج المنح الدراسية 'Microsoft4Afrika' لرعاية الطلاب الأفارقة للدراسة في جامعة الشعب، سيحصل المستفيدون على المنح لتعزيز مهاراتهم وخبراتهم من خلال المشاركة في برامج الدعم الإضافية، بما في ذلك التدريب المهني من ميكروسوفت والإرشاد من قبل موظفي مايكروسوفت، والتدريب الداخلي، وفرص العمل مع مايكروسوفت والشركات التابعة لها في أفريقيا. وتخطط الجامعة لتكرار هذه الشراكة مع المزيد من الشركات في المستقبل.

### HP) Hewlett Packard)
أعلنت مؤسسة Hewlett Packard وجامعة الشعب
الشراكة في حزيران 2011 لفتح التدريب والأبحاث افتراضية لطلاب جامعة الشعب كجزء من مبادرة HP التحفيزي - مبادرة عالمية تجمع بين المؤسسات التعليمية والمنظمات غير الحكومية
بالإضافة إلى ذلك، كان Hewlett-Packard أول شركة راعية لصندوق المنح الدراسية للمرأة، من خلال التبرع بمبلغ 200,000 $ لرعاية 100 امرأة من أجل إكمال تعليمهن الجامعي كما تبرعت HP للجامعة  ب 200000 كتبرع عام، وتبرعت بأجهزة الكمبيوتر لمركز التعلم في الجامعة في في هايتي.

### تحالفالأمم المتحدةالعالمي لتكنولوجيا المعلوماتوالاتصالاتوالتنمية
تحت إشراف وزارة الشؤون الاقتصادية والاجتماعية، تمت الموافقة على الائتلاف العالمي من قبل الأمين العام للأمم المتحدة كوفي عنان في عام 2006 اعترافا بأن تكنولوجيا المعلومات والاتصالات يجب أن تكون متكاملة على نحو فعال في أنشطة التنمية إذا الأهداف المتفق عليها دوليا، بما فيها الأهداف الإنمائية، والتي يتعين تحقيقها ضمن الجدول الزمني محدد. وفي 19 ايار2009، أعلن الائتلاف العالمي للأمم المتحدة  اطلاق جامعة الشعب في مؤتمر صحفي في نيويورك للصحفيين وتم  ذكر اسم رئيسها شاي ريشيف كمستشار رفيع المستوى في الائتلاف العالمي للأمم المتحدة.

### مبادرة كلينتون العالمية
تعهدت مبادرة كلينتون العالمية لجامعة الشعب بإضفاء الطابع الديمقراطي التعليم العالي في هايتي. في اب 2010 دعيت جامعة الشعب لتصبح عضو في مبادرة كلينتون العالمية وأعلنت التزامها في هايتي، كمان ان جامعة الشعب التزمت بقبول 250 من الشباب المؤهلين للدراسة في جامعة مجانا في هايتي، ومساعدتهم على التعليم الحصول وتطوير المهارات اللازمة لإعادة بناء بلدهم. تم الوفاء بالتزام أيار 2014.
هي منشورات رقمية حرة والمفتوحة لمواد تعليمية ذات جودة عالية، تحالف OpenCourseWare هو تعاون قائم بين أكثر من 200 من مؤسسات التعليم العالي والمنظمات المرتبطة بها من جميع أنحاء العالم الذين أنشأو هيئة واسع وعميقة المحتوى التعليمي المفتوح باستخدام نموذج مشترك. كعضو في OCWC، جامعة الشعب تعزز التزامها بالمضي قدما في نظام التعليم الحالي عن طريق شبكة الإنترنت

### شركة عسل للتكنولوجيا
انتقل جامعة الشعب تنمية تكنولوجيا المعلومات إلى رام الله عبر شراكة تقنية مع عسل تكنولوجي كما أعلن يوم 7 اذار 2014 أهم من الأسباب الرئيسية لهذه الخطوة هو أن الجامعة تنص على توفير ليس فقط الفرص التعليمية، ولكن أيضا من فرص العمل للمناطق المحتاجة منهم فلسطين هي واحدة من هذه المناطق.
منذ افتتاح المركز، تم نقل جزء من الخدمات الطلابية في الجامعة وخدمات الدعم المالي إلى رام الله أعلنت الجامعة أيضا انها تدرس حاليا عملية نقل جزء كبير من عملياتها المكتبية لرام الله، من أجل توفير فرص عمل إضافية.

### مؤسسة سايلور
مؤسسة سايلور هي منظمة غير ربحية تتمثل مهمتها في جعل التعليم العالي مجانا ومتاحا للجميع من خلال شبكة الإنترنت. في 10 أبريل 2012، أعلنوا شراكة مع جامعة الشعب لإضافة دورات التجارة القانونية للبرنامج الدراسي لطلاب جامعة الشعب.

### منصة أشوكا
أشوكا.هي أكبر مؤسسة متخصصة تتبنى المبدعين الاجتماعيين حول العالم، تضم ما يقارب 3000 زميل في 70 دولة حول العالم يضعون افكارهم  بتغيير الأفكار إلى واقع ملموس على نطاق عالمي. تقديرا لمشروعه الثوري، انتخب الرئيس UoPeople شاي ريشيف ليصبح زميل أشوكا في ديسمبر 2009.  يؤمن البرنامج الدعم المهني للسيد رشف، بما في ذلك الوصول إلى شبكة عالمية من ألفي نظير في جميع أنحاء العالم.

## الجوائز والتقدير
- في عام 2013 جمعية بطاقة الطالب الدولية (ISIC) وماستركارد العالمية اعلنوا ربح جامعة الشعب لجائزة ال ISIC لطريقتها المبتكرة للحصول على التعليم.[34][35]
- عام 2015 أدرجت Salt Magasine اسم رئيس جامعة الشعب شاي ريشيف كثامن أكثر رجل الأعمال الرأفة في العالم[36]
- في عام 2016، تم منح جائزة الأمير للابتكار الخيري لرئيس الجامعة شاي ريشيف[37]